# Жанабулакский сельский округ
Жанабулакский сельский округ — административно-территориальное образование в Акжаикском районе Западно-Казахстанской области.

## Административное устройство
1. село Жанабулак
2. село Косшыгыр